# Kazuki Kuranuki
Kazuki Kuranuki (倉貫 一毅 Kuranuki Kazuki?, nacido el 10 de noviembre de 1978 en Shiga) es un exfutbolista japonés. Jugaba de centrocampista y su último club fue el Gainare Tottori de Japón.

## Trayectoria

### Clubes
| Club             | País  | Año         |
| ---------------- | ----- | ----------- |
| Júbilo Iwata     | Japón | 1997 - 1999 |
| Ventforet Kofu   | Japón | 2000 - 2006 |
| Kyoto Sanga FC   | Japón | 2007 - 2008 |
| Tokushima Vortis | Japón | 2008 - 2011 |
| Kyoto Sanga FC   | Japón | 2012 - 2013 |
| Gainare Tottori  | Japón | 2014        |

## Estadística de carrera

### J. League
| Club             | Año   | J. League | J. League | Copa J. League | Copa J. League | Total | Total |
| Club             | Año   | Part.     | Goles     | Part.          | Goles          | Part. | Goles |
| ---------------- | ----- | --------- | --------- | -------------- | -------------- | ----- | ----- |
| Júbilo Iwata     | 1997  | 0         | 0         | 0              | 0              | 0     | 0     |
| Júbilo Iwata     | 1998  | 0         | 0         | 0              | 0              | 0     | 0     |
| Júbilo Iwata     | 1999  | 0         | 0         | 0              | 0              | 0     | 0     |
| Ventforet Kofu   | 2000  | 39        | 3         | 2              | 0              | 41    | 3     |
| Ventforet Kofu   | 2001  | 25        | 0         | 1              | 0              | 26    | 0     |
| Ventforet Kofu   | 2002  | 44        | 1         | -              | -              | 44    | 1     |
| Ventforet Kofu   | 2003  | 44        | 0         | -              | -              | 44    | 0     |
| Ventforet Kofu   | 2004  | 41        | 1         | -              | -              | 41    | 1     |
| Ventforet Kofu   | 2005  | 43        | 4         | -              | -              | 43    | 4     |
| Ventforet Kofu   | 2006  | 10        | 3         | 3              | 0              | 13    | 3     |
| Kyoto Sanga FC   | 2007  | 35        | 5         | -              | -              | 35    | 5     |
| Kyoto Sanga FC   | 2008  | 0         | 0         | 0              | 0              | 0     | 0     |
| Tokushima Vortis | 2008  | 21        | 3         | -              | -              | 21    | 3     |
| Tokushima Vortis | 2009  | 49        | 3         | -              | -              | 49    | 3     |
| Tokushima Vortis | 2010  | 33        | 2         | -              | -              | 33    | 2     |
| Tokushima Vortis | 2011  | 34        | 1         | -              | -              | 34    | 1     |
| Kyoto Sanga FC   | 2012  | 13        | 0         | -              | -              | 13    | 0     |
| Kyoto Sanga FC   | 2013  | 14        | 0         | -              | -              | 14    | 0     |
| Gainare Tottori  | 2014  | 32        | 0         | -              | -              | 32    | 0     |
| Total            | Total | 477       | 26        | 6              | 0              | 483   | 26    |

## Palmarés

### Títulos nacionales
| Título         | Club         | País  | Año  |
| -------------- | ------------ | ----- | ---- |
| J1 League      | Júbilo Iwata | Japón | 1997 |
| Copa J. League | Júbilo Iwata | Japón | 1998 |
| J1 League      | Júbilo Iwata | Japón | 1999 |